# Zápas na Letních olympijských hrách 1976 – muži, volný styl do 74 kg
Zápas ve volném stylu ve váhové kategorii do 74 kg probíhal na Letních olympijských hrách 1976 v Montrealu, v multifunkční hale Maurice Richard Arena. O medaile se utkalo celkem 21 zápasníků.

## Turnajové výsledky
Za prohru zápasníci získávají záporné body. 6 bodů vyřazuje zápasníka z dalších bojů. Poté, co zbývají poslední tři borci, utkají se tito ve finálovém kole o medaile.
Legenda
- TF — Lopatkové vítězství
- IN — Vítězství pro soupeřovo zranění
- DQ — Vítězství pro soupeřovu pasivitu
- D1 — Vítězství pro soupeřovu pasivitu, vítěz taktéž napomínán
- D2 — Oba zápasníci diskvalifikováni pro pasivitu
- FF — Kontumační vítězství
- DNA — Soupeř nenastoupil
- TPP — Trestné body celkem
- MPP — Trestné body za zápas

Sankce
- 0 - Lopatkové vítězství, technická převaha, pro pasivitu, zranění soupeře, nenastoupení
- 0,5 - Výhra na body, 8-11 bodů rozdíl
- 1 - Výhra na body, 1-7 bodů rozdíl
- 2 - Výhra pro pasivitu, vítěz taktéž napomínán
- 3 - Prohra na body, 1-7 body rozdíl
- 3,5 - Prohra na body, 8-11 bodů rozdílu
- 4 - Prohra lopatková, technickou převahu, pro pasivitu, zranění, nenastoupení

### Kolo 1
| TPP | MPP |                          | Score     |                        | MPP | TPP |
| --- | --- | ------------------------ | --------- | ---------------------- | --- | --- |
| 3   | 3   | Ruslan Ashuraliyev (URS) | 6 - 6     | Mansour Barzegar (IRI) | 1   | 1   |
| 0   | 0   | Jančo Pavlov (BUL)       | 21 - 0    | Mihály Toma (HUN)      | 4   | 4   |
| 0   | 0   | Marin Pîrcălabu (ROU)    | DQ / 5:55 | Keith Haward (GBR)     | 4   | 4   |
| 0   | 0   | Jarmo Övermark (FIN)     | TF / 1:23 | Ivan David (ISV)       | 4   | 4   |
| 4   | 4   | Yakup Topuz (TUR)        | 3 - 16    | Dan Karabin (TCH)      | 0   | 0   |
| 4   | 4   | Kiro Ristov (YUG)        | 2 - 16    | Yoo Jae-Kwon (KOR)     | 0   | 0   |
| 4   | 4   | Brian Renken (CAN)       | TF / 1:31 | Fred Hempel (GDR)      | 0   | 0   |
| 4   | 4   | Bruce Akers (AUS)        | 1 - 24    | Jan Karlsson (SWE)     | 0   | 0   |
| 0   | 0   | Džiičiró Date (JPN)      | TF / 1:41 | Dennis Herrick (PUR)   | 4   | 4   |
| 4   | 4   | Zevegiin Düvchin (MGL)   | DQ / 3:18 | Stanley Dziedzic (USA) | 0   | 0   |
| 0   |     | Giuseppe Spagnoli (ITA)  |           | Bye                    |     |     |

### Kolo 2
| TPP | MPP |                         | Score     |                          | MPP | TPP |
| --- | --- | ----------------------- | --------- | ------------------------ | --- | --- |
| 4   | 4   | Giuseppe Spagnoli (ITA) | TF / 4:28 | Ruslan Ashuraliyev (URS) | 0   | 3   |
| 2   | 1   | Mansour Barzegar (IRI)  | 11 - 5    | Jančo Pavlov (BUL)       | 3   | 3   |
| 7   | 3   | Mihály Toma (HUN)       | 4 - 5     | Marin Pîrcălabu (ROU)    | 1   | 1   |
| 8   | 4   | Keith Haward (GBR)      | TF / 2:45 | Jarmo Övermark (FIN)     | 0   | 0   |
| 7   | 3   | Yakup Topuz (TUR)       | 6 - 12    | Kiro Ristov (YUG)        | 4   | 5   |
| 0.5 | 0.5 | Dan Karabin (TCH)       | 16 - 6    | Yoo Jae-Kwon (KOR)       | 3.5 | 3.5 |
| 5   | 1   | Brian Renken (CAN)      | 11 - 4    | Bruce Akers (AUS)        | 3   | 7   |
| 1   | 1   | Fred Hempel (GDR)       | 11 - 4    | Jan Karlsson (SWE)       | 3   | 3   |
| 0   | 0   | Džiičiró Date (JPN)     | TF / 1:39 | Zevegiin Düvchin (MGL)   | 4   | 8   |
| 8   | 4   | Dennis Herrick (PUR)    | TF / 4:11 | Stanley Dziedzic (USA)   | 0   | 0   |
| 4   |     | Ivan David (ISV)        |           | DNA                      |     |     |

### Kolo 3
| TPP | MPP |                          | Score     |                        | MPP | TPP |
| --- | --- | ------------------------ | --------- | ---------------------- | --- | --- |
| 8   | 4   | Giuseppe Spagnoli (ITA)  | DQ / 8:49 | Mansour Barzegar (IRI) | 0   | 2   |
| 3.5 | 0.5 | Ruslan Ashuraliyev (URS) | 13 - 4    | Jančo Pavlov (BUL)     | 3.5 | 6.5 |
| 2   | 1   | Marin Pîrcălabu (ROU)    | 11 - 6    | Jarmo Övermark (FIN)   | 3   | 3   |
| 4.5 | 4   | Dan Karabin (TCH)        | IN / 5:05 | Kiro Ristov (YUG)      | 0   | 5   |
| 4.5 | 1   | Yoo Jae-Kwon (KOR)       | 12 - 9    | Brian Renken (CAN)     | 3   | 8   |
| 5   | 4   | Fred Hempel (GDR)        | TF / 7:03 | Džiičiró Date (JPN)    | 0   | 0   |
| 6   | 3   | Jan Karlsson (SWE)       | 5 - 11    | Stanley Dziedzic (USA) | 1   | 1   |

### Kolo 4
| TPP | MPP |                          | Score     |                       | MPP | TPP |
| --- | --- | ------------------------ | --------- | --------------------- | --- | --- |
| 4.5 | 1   | Ruslan Ashuraliyev (URS) | 10 - 4    | Marin Pîrcălabu (ROU) | 3   | 5   |
| 2   | 0   | Mansour Barzegar (IRI)   | DQ / 7:45 | Jarmo Övermark (FIN)  | 4   | 7   |
| 8   | 3   | Kiro Ristov (YUG)        | 12 - 16   | Fred Hempel (GDR)     | 1   | 6   |
| 8.5 | 4   | Yoo Jae-Kwon (KOR)       | TF / 2:13 | Džiičiró Date (JPN)   | 0   | 0   |
| 1   |     | Stanley Dziedzic (USA)   |           | Bye                   |     |     |
| 4.5 |     | Dan Karabin (TCH)        |           | DNA                   |     |     |

### Kolo 5
| TPP | MPP |                        | Score     |                          | MPP | TPP |
| --- | --- | ---------------------- | --------- | ------------------------ | --- | --- |
| 2   | 1   | Stanley Dziedzic (USA) | 9 - 6     | Ruslan Ashuraliyev (URS) | 3   | 7.5 |
| 2   | 0   | Mansour Barzegar (IRI) | 23 - 8    | Fred Hempel (GDR)        | 4   | 10  |
| 9   | 4   | Marin Pîrcălabu (ROU)  | TF / 4:06 | Džiičiró Date (JPN)      | 0   | 0   |

### Finále
Výsledky z předchozích kol se započítávají do finále (žlutě zvýrazněno)
| TPP | MPP |                        | Score     |                        | MPP | TPP |
| --- | --- | ---------------------- | --------- | ---------------------- | --- | --- |
|     | 3   | Stanley Dziedzic (USA) | 8 - 11    | Mansour Barzegar (IRI) | 1   |     |
|     | 1   | Džiičiró Date (JPN)    | 10 - 5    | Stanley Dziedzic (USA) | 3   | 6   |
| 5   | 4   | Mansour Barzegar (IRI) | TF / 6:07 | Džiičiró Date (JPN)    | 0   | 1   |

## Finálové pořadí
1. Džiičiró Date (JPN)
2. Mansour Barzegar (IRI)
3. Stanley Dziedzic (USA)
4. Ruslan Ashuraliyev (URS)
5. Marin Pîrcălabu (ROU)
6. Fred Hempel (GDR)
7. Jarmo Övermark (FIN)
8. Kiro Ristov (YUG)